# عبد القادر بالهادي
عبد القادر بالهادي (بالفرنسية: Abdelkader Belhadi)‏ مخرج أفلام رسوم متحركة ومدير شركة الضفة الأخرى للإنتاج، جزائري فرنسي، ولد في 13 سبتمبر 1961 بقسنطينة (الجزائر)، وهو مخرج فيلم لتحي كرطاقو (2006)، أول فيلم رسوم متحركة تونسي.

## روابط خارجية
- عبد القادر بالهادي على موقع ألو سيني (الفرنسية)